# Deseret
Deseret var en tillfällig amerikansk delstat, först föreslagen 1849 av mormonska nybyggare i Salt Lake City. Delstaten fanns bara till under lite mer än två år, och erkändes aldrig av den amerikanska staten. 1850 fick mormonerna istället grunda Utahterritoriet. 
Namnet Deseret kommer från ordet för honungsbi i Mormons bok.
Deseret har givit inspiration till rollspelet Dogs in the Vineyard.